# Émile Doumergue
Émile Doumergue, född 25 november 1844, död 14 februari 1937, var en fransk reformert teolog.
Doumergue blev 1880 professor i kyrkohistoria i Montauban. Doumergue har företrätt en modifierad ortodoxi och i en produktiv litterär verksamhet hävdat kyrkans rättigheter. Av hans vetenskapliga arbeten märks den stora Calvinbiografin, J. Calvin (7 band, 1899-1927).